# Chiesa dei Cappuccini (Varzi)
La chiesa dei Cappuccini, dedicata a san Germano, situata a Varzi, è una delle chiese più antiche della Valle Staffora.

## Storia
Questo edificio sostituì la preesistente pieve presente a Varzi fin dal V secolo; fu quindi per quattro secoli parrocchia di Varzi e pieve dell'alta valle Stàffora e cioè fino al 1594, quando fu inaugurata l'attuale chiesa parrocchiale. Lasciata per qualche decennio in stato di abbandono, riprese vita nel 1623, quando vi si stabilirono per la prima volta i cappuccini. Essi vi edificarono a fianco il convento, incorporandovi la vecchia canonica esistente. Dopo 180 anni di attività monastica nel 1802 Napoleone soppresse convento e chiesa, che furono venduti all'asta e poi affittati ai contadini. Nel 1903 i cappuccini riscattarono il convento e riconsacrarono la chiesa che è tuttora in loro possesso.

## Architettura
La chiesa, costruita nel XII secolo, segna il passaggio dall'età romanica a quella gotica. Nella prima parte della navata, a partire da semipilastri di sezione composita, i cui capitelli sono stati scalpellati e sono pertanto illeggibili, si sviluppano arcate a doppia ghiera in mattoni; quella settentrionale, al centro della ghiera interna, verso la navata centrale, include un rilievo con quadrupede a testa in giù. Queste arcate ricadono su pilastri circolari con basi attiche; quelle successive sono a ghiera semplice, laterizia con conci in pietra inseriti in chiave e alle reni. La coppia di sostegni che segue è di sezione rettangolare e a base semplice. Su ogni lato si ha poi la sequenza di due arcate a doppia ghiera in pietra; poggianti su pilastri che si caratterizzano per le basi con inserti figurati. L'ultima campata, infine, presenta ghiera in pietra, ma più ampia delle precedenti; i sostegni in corrispondenza di questa si fanno di sezione complessa e i capitelli sono à crochet, tipicamente gotici, così come l'arcata trionfale a sesto acuto.
L'area presbiteriale, modificata secondo stilemi gotici, era in origine un corpo dotato di absidi semicircolari, come testimoniato dalle tracce rinvenute durante i lavori degli anni settanta.
Anche la facciata testimonia questa natura composita. Il prospetto presenta un profilo a salienti, in cui la parte inferiore, in muratura lapidea listata, si differenzia nettamente dalla superiore, laterizia, per tecnica e materiali impiegati.
La porzione superiore della facciata è ornata da un fregio ad archetti intrecciati, rampanti e a sesto acuto, con peducci per lo più a decorazione geometrica o con protomi umane; se per le porzioni inferiori si può proporre una datazione nell'ambito del XII secolo, questo coronamento è certamente appartenente ad una fase cronologicamente più avanzata.

## Affreschi
Resti di affreschi si trovano sull'arcata trionfale. Dalla tipica posizione della Madonna con testa reclinata su un fianco e le braccia incrociate, possiamo dedurre che il soggetto rappresentato è l'annunciazione. L'espressione del volto della Madonna e la presenza di oggetti in prospettiva lasciano pensare che il frammento sia di epoca posteriore rispetto alla costruzione.
A completamento dell'opera, si scorgono ancora frammenti esterni al soggetto principale.
Si tratta di una decorazione semplice, con i resti di una striscia, di righe intrecciate, che costituiva la cornice. Essa presenta un cromatismo molto forte (rosso acceso alternato al giallo ocra) che probabilmente caratterizzava tutta l'opera.